# جوایز موسیقی بیلبورد ۲۰۱۵
مراسم اهدای جوایز موسیقی بیلبورد ۲۰۱۵ در ۱۷ مه ۲۰۱۵، در ورزشگاه ام‌جی‌ام گرند گاردن آرنا در لاس وگاس برگزار شد. مراسم به صورت زنده از شرکت پخش رسانه‌ای آمریکا پخش شد. لوداکریس و کریسی تیگن میزبان این برنامه بودند.
تیلور سوئیفت از ۱۴ نامزدی خود ۸ برد، از جمله برترین هنرمند، برترین هنرمند زن و برترین آلبوم بیلبورد ۲۰۰ برای ۱۹۸۹ کسب کرد. سایر برندگان شامل سم اسمیت، ایگی آزیلیا و فارل ویلیامز بودند که هر کدام سه جام به دست آوردند. مگان ترینر، وان دایرکشن، جیسون الدین، جان لجند، انریکه ایگلسیاس و هوزیر موفق به کسب دو دسته از جایزه‌ها شدند. سوئیفت در مراسم موزیک ویدئو «کینه» خود را برای اولین بار ارائه داد. ماریا کری پس از سال‌ها (از سال ۱۹۹۸) بار دیگر در مراسم اجرا کرد.